# 李継耐
李 継耐（り けいたい、1942年7月 - ）は中華人民共和国の軍人。長期間、第二砲兵で政治将校として働く。中国共産党中央委員、党中央軍事委員会委員、中国人民解放軍総政治部主任を歴任。最終階級は上将。

## 経歴
1965年5月、中国共産党に入党。1967年、ハルビン工業大学工程力系を卒業し、同年中国人民解放軍に入隊。その後、第二砲兵部隊小隊長、連隊宣伝係副係長、連隊副政治委員などを歴任した。
1977年、第二砲兵政治部組織部青年科長、組織部副部長。1983年、第二砲兵基地副政治委員に任命。1988年9月、少将に昇格。
1990年4月、総政治部副主任に任命される。1990年11月、国防科学技術工業委員会副政治委員。
1992年、中共第14回党大会において党中央委員会候補委員に選出。1993年7月、中将に昇格。
1995年7月、国防科学技術工業委員会政治委員。1997年9月、中共第15回党大会において党中央委員に選出。
1998年4月、総装備部政治委員に任命。2000年6月、上将に昇格。
2002年11月、党中央軍事委員会委員、総装備部部長に任命。2004年9月、総政治部主任に任命。
2012年10月、総政治部主任を退任。同年11月の第18回党大会において、党中央委員、党中央軍事委員会委員を退任した。